# Saadat Ali Khan II
Saadat Ali Khan II fou nawab d'Oudh (1798 - 1814).
A la mort d'Asaf al-Dawla el 21 de setembre de 1797, el seu fill Mirza Wazir Ali Khan havia de pujar al tron però després d'un període de quatre mesos, el 21 de gener de 1798 fou apartat i proclamat Yamin al-Dawla Nazim al-Mulk Saadat Ali Khan II Bahadur, germà d'Asaf al-Dawla, el qual vivia sota protecció britànica a Benarès des de 1776 i després de garantir certes avantatges als anglesos, fou reconegut pel governador general John Shore.
Poc després signava un tractat pel qual la Companyia Britànica de les Índies Orientals rebria 76 lakhs (abans 20) per les tropes (10.000 homes) destinades a la defensa del país; Allahabad i Fatehgarh foren cedides a la Companyia. El nou governador general Wellesley li va demanar reduir les seves forces (que eren de 80.000 homes amb el seu germà) i progressivament el seu poder fou limitat en els primers tres anys. No va poder pagar l'establert a la Companyia i després d'un joc polític, el 10 de novembre de 1801 fou rellevat de les obligacions financeres amb la Companyia a canvi d'importants cessions territorials (Rohilkhand, Farukhabad, Mainpuri, Etawah, Kanpur, Fatehgarh, Allahabad, Azamgarh, Basti i Gorakhpur).
Va intentar governar assegurant la prosperitat dels seus súbdits i aturar la degradació dels recursos del país. Va morir l'11 de juliol de 1814 i el va succeir el seu fill Ghazi al-Din Rafaat al-Dawla Abul-Muzaffar Haydar Khan.